# Kevin Begois
Kevin Begois (Anversa, 13 maggio 1982) è un ex calciatore belga, di ruolo portiere.

## Carriera
Ha giocato nella massima serie dei campionati belga e olandese.

## Palmarès

### Club

#### Competizioni nazionali
- Eerste Divisie: 1

VVV-Venlo: 2008-2009
- Coppa dei Paesi Bassi: 1

2013-2014
- Supercoppa dei Paesi Bassi: 1

2014